# Tumacacori-Carmen, Arizona
Tumacacori-Carmen, Arizona (енгл. Tumacacori-Carmen) насељено је место без административног статуса у америчкој савезној држави Аризона.

## Демографија
По попису из 2010. године број становника је 393, што је 176 (-30,9%) становника мање него 2000. године.
| Група             | 2000.       | 2010.       |
| Белци             | 222 (39,0%) | 172 (43,8%) |
| Афроамериканци    | 1 (0,2%)    | 3 (0,8%)    |
| Азијати           | 9 (1,6%)    | 1 (0,3%)    |
| Хиспаноамериканци | 330 (58,0%) | 207 (52,7%) |
| Укупно            | 569         | 393         |